# Pszonak

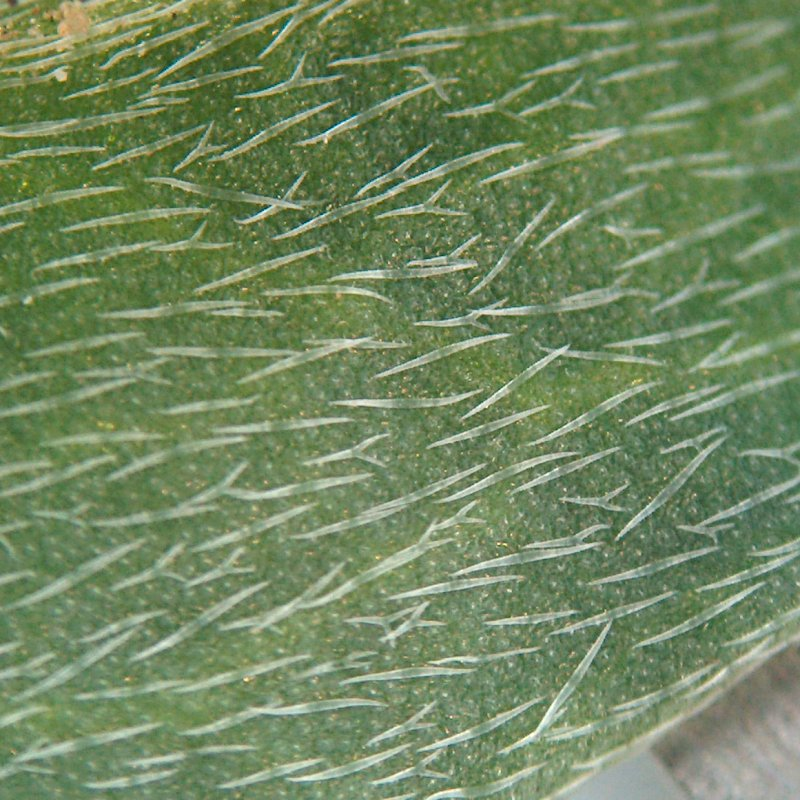
Typowe dla pszonaków dwudzielne włoski (E. capitatum)

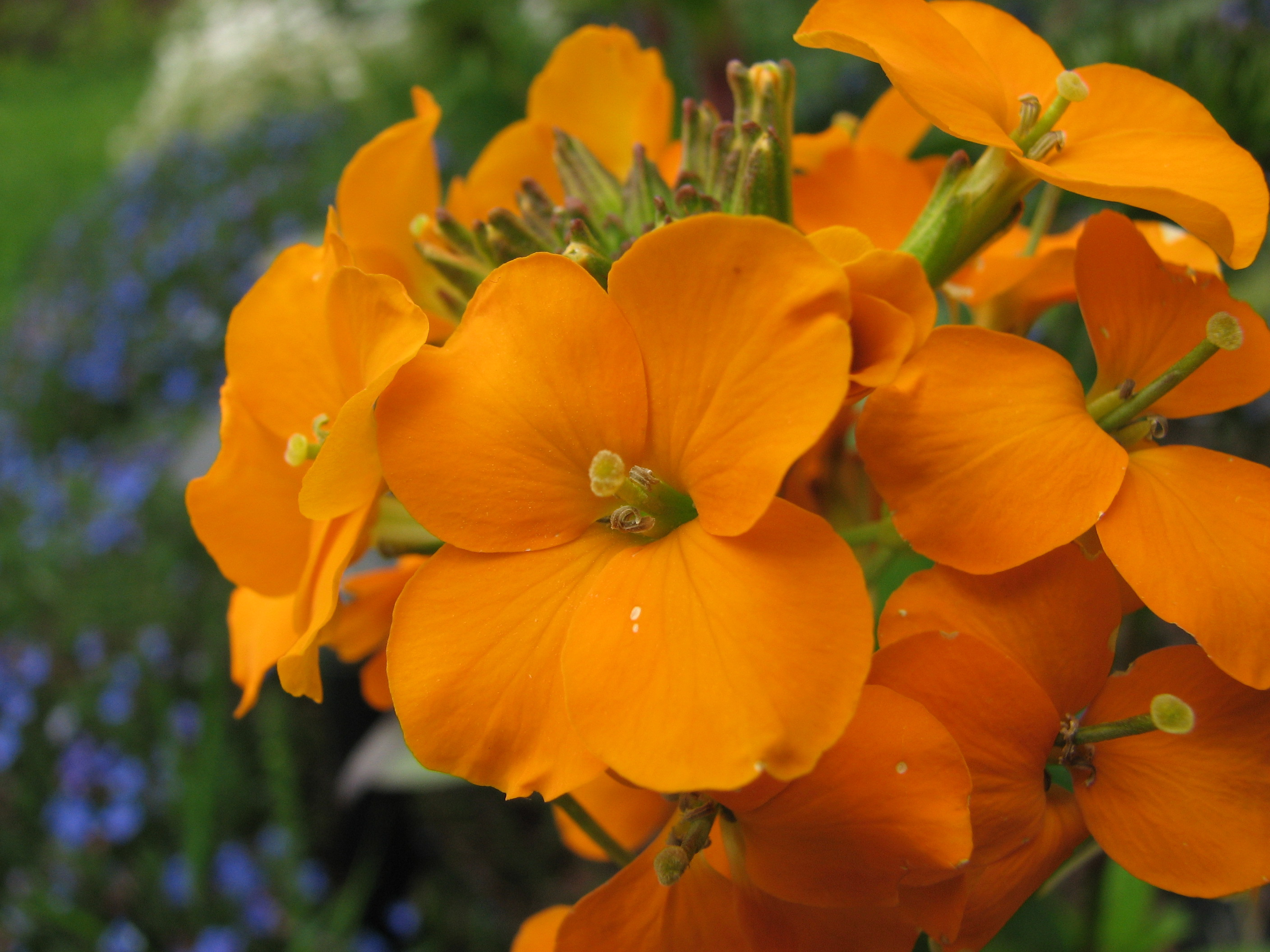
Erysimum cheiri

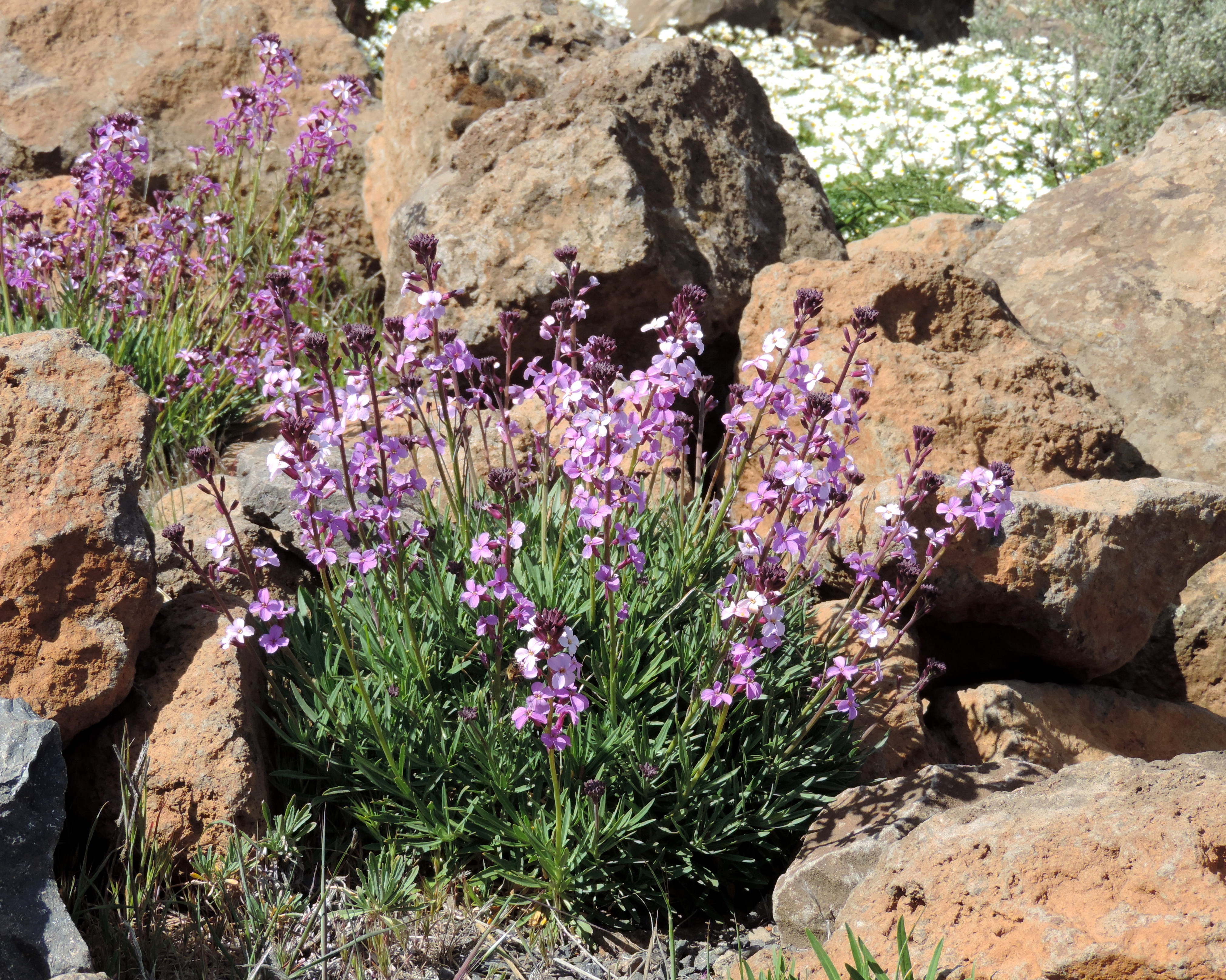
Erysimum bicolor

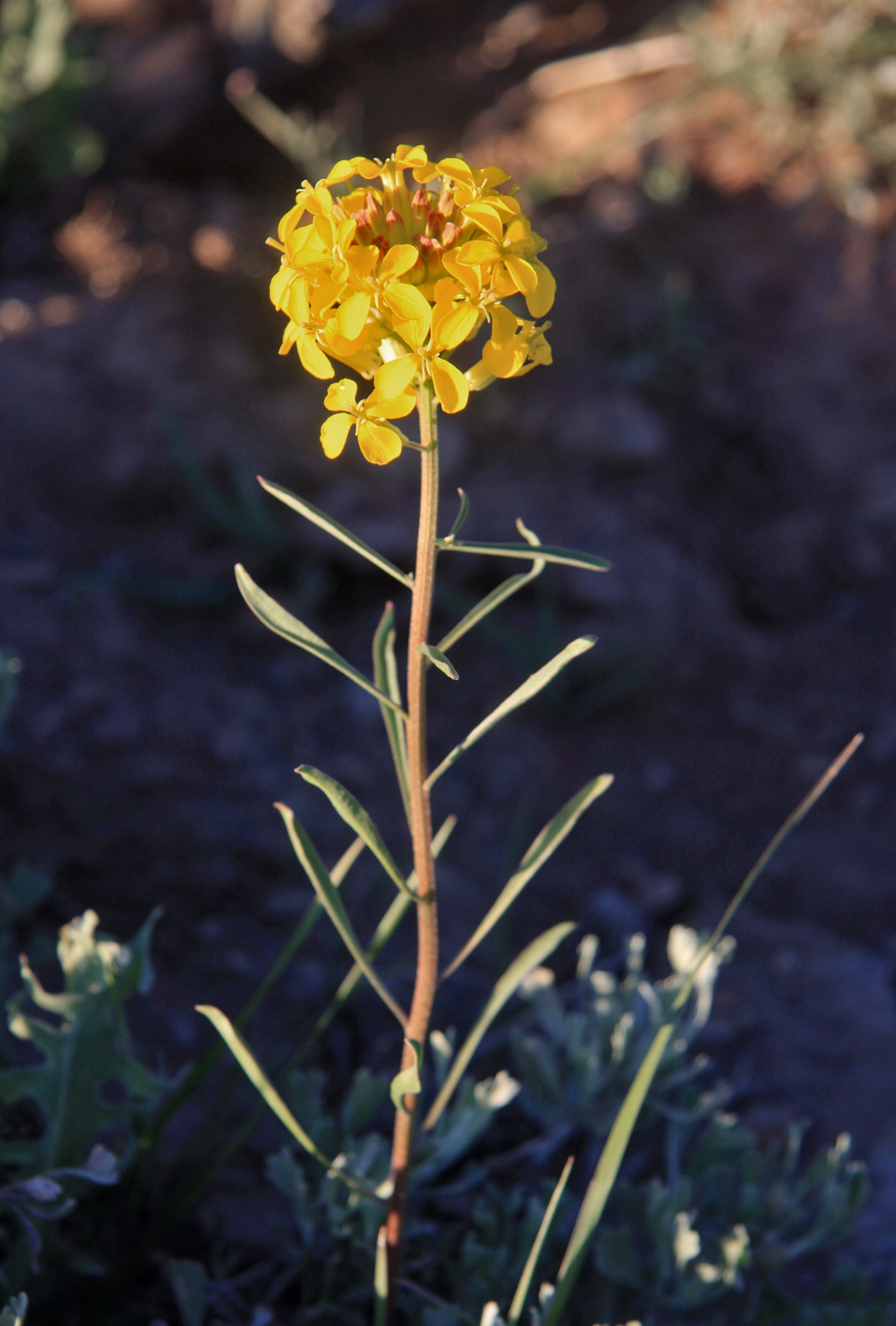
Erysimum capitatum

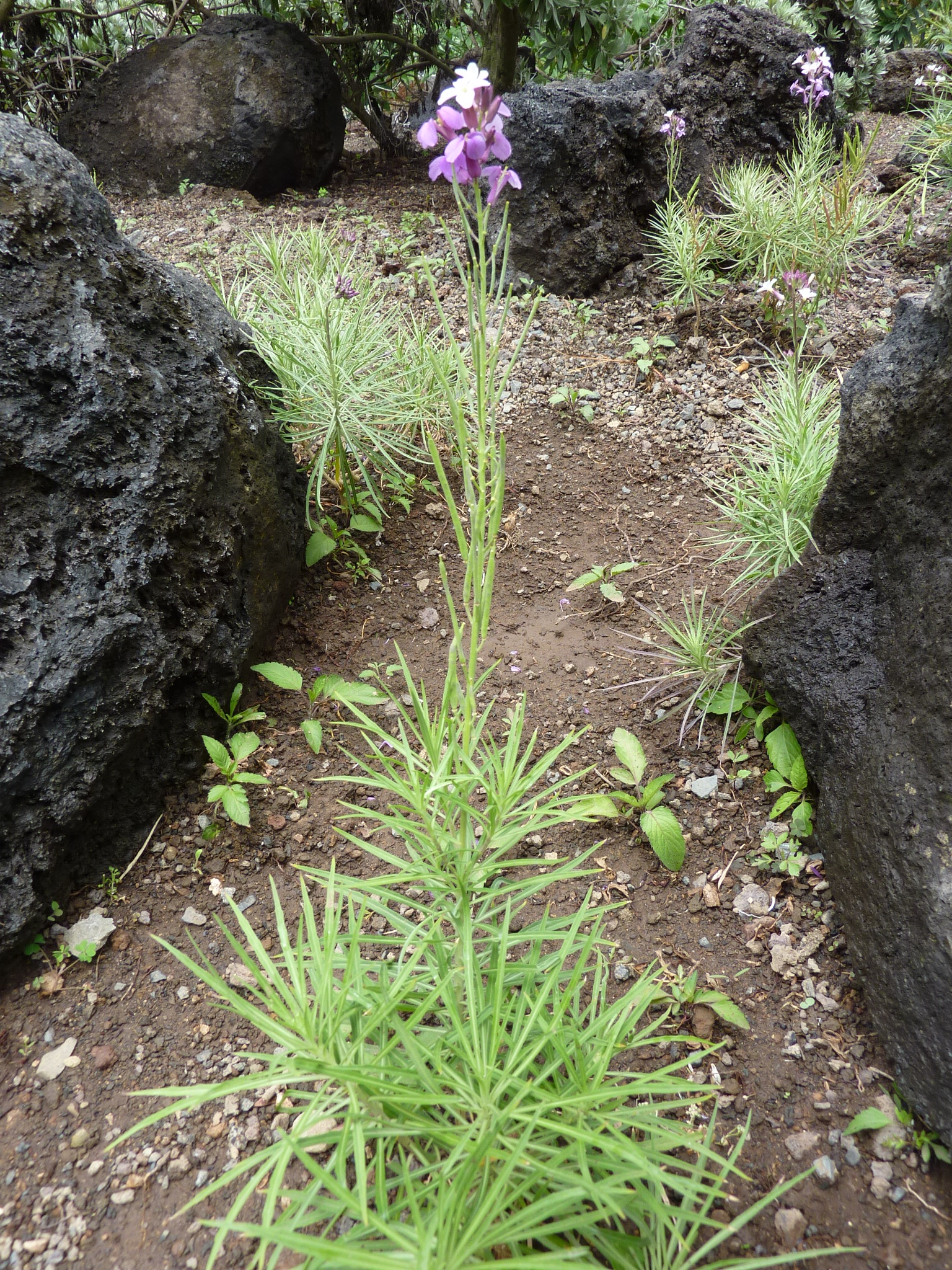
Erysimum caboverdeanum

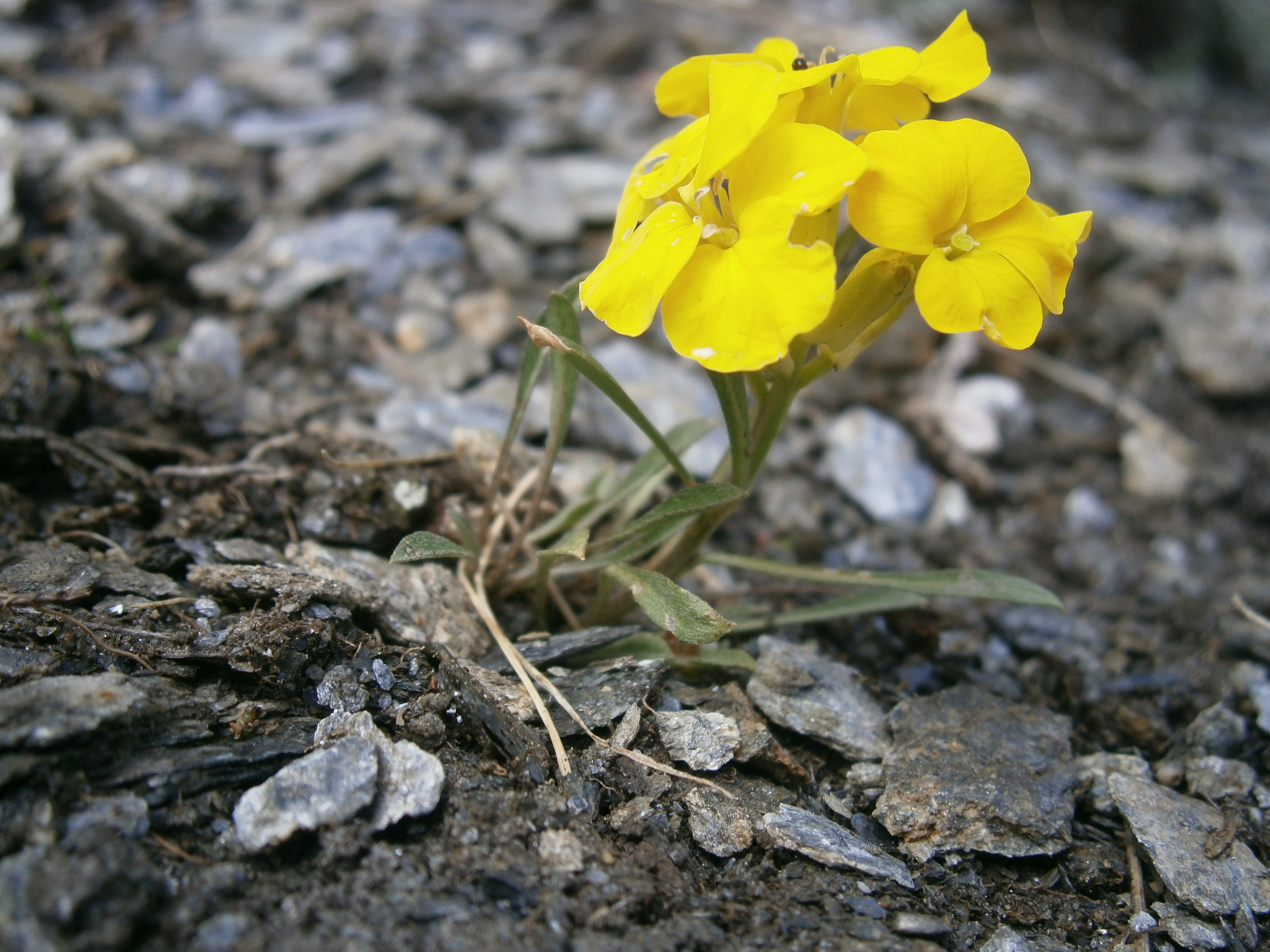
Erysimum jugicola

Pszonak (Erysimum L.) – rodzaj roślin z rodziny kapustowatych obejmujący co najmniej 271 gatunków roślin zasiedlających strefę umiarkowaną i ciepłą półkuli północnej. Występują głównie w Europie i Azji, tylko kilka gatunków rośnie dziko w Ameryce Północnej. W naturze spotykane zwykle na obszarach suchych i skalistych. Nazwa rodzaju pochodzi od greckiego eryso – uwalniać od czegoś, w tym wypadku choroby i ma związek ze zastosowaniami leczniczymi niektórych gatunków już w czasach starożytnych. Niektóre gatunki, zwłaszcza lak pospolity (Erysimum cheiri, syn. Cheiranthus cheiri), są szeroko rozpowszechnione w uprawie. Walorem są barwne i pachnące, choć u laku pozbawione nektaru kwiaty.

## Rozmieszczenie geograficzne
Rośliny z tego rodzaju są szeroko rozpowszechnione na półkuli północnej, przy czym największe zróżnicowanie rodzaj osiąga w Europie i Azji. Z Europy podawanych jest co najmniej 38 gatunków. Na kontynencie północnoamerykańskim rośnie 19 gatunków. Osiem gatunków rośnie w północnej Afryce i w Makaronezji. Jako rośliny zawleczone pszonaki występują też w Australii i Ameryce Południowej. W granicach Polski naturalnie występuje w zależności od ujęcia systematycznego od trzech do pięciu gatunków rodzimych, kilka innych przejściowo lub trwale dziczeje.
Gatunki flory Polski
- pszonak drobnokwiatowy Erysimum cheiranthoides L. – niejasny status we florze (być może antropofit)
- pszonak jastrzębcolistny Erysimum hieraciifolium L.
- pszonak obłączysty Erysimum repandum L. – efemerofit
- pszonak pannoński Erysimum odoratum Ehrh.
- pszonak pępawolistny Erysimum crepidifolium Rchb. – efemerofit
- pszonak siwy Erysimum diffusum Ehrh. – antropofit zadomowiony
- pszonak sztywny Erysimum marschallianum Andrz. ex M. Bieb. – antropofit zadomowiony
- pszonak Wittmanna Erysimum wittmannii Zaw.

Wymieniane z polskiej flory pszonak pieniński Erysimum pieninicum (Zap.) Pawł. i pszonak Wahlenberga Erysimum wahlenbergii (Asch. et Engl.) Borb. uznawane są w bazach taksonomicznych za tożsame z pszonakiem węgierskim Erysimum hungaricum Zapał., z kolei pszonak jastrzębcolistny Erysimum hieraciifolium utożsamiany jest z pszonakiem pannońskim Erysimum odoratum.

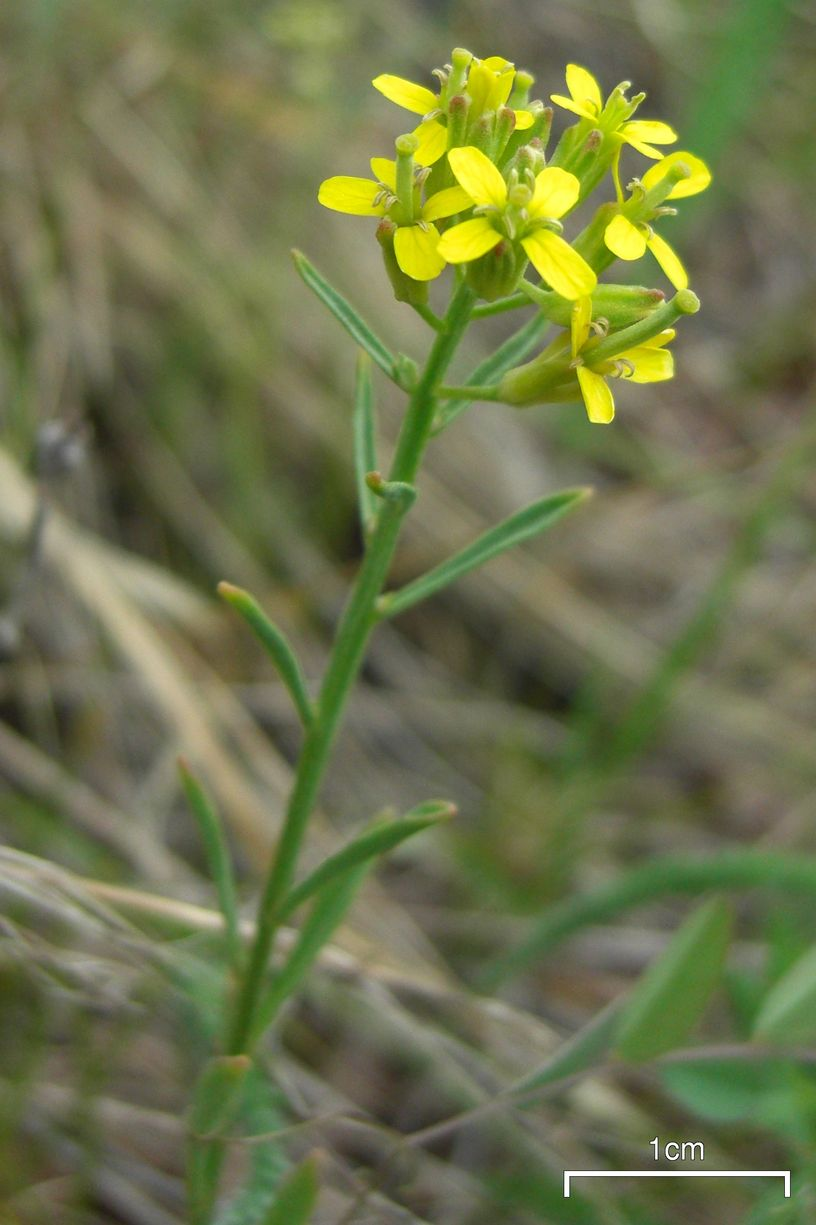
pszonak drobnokwiatowy E. cheiranthoides
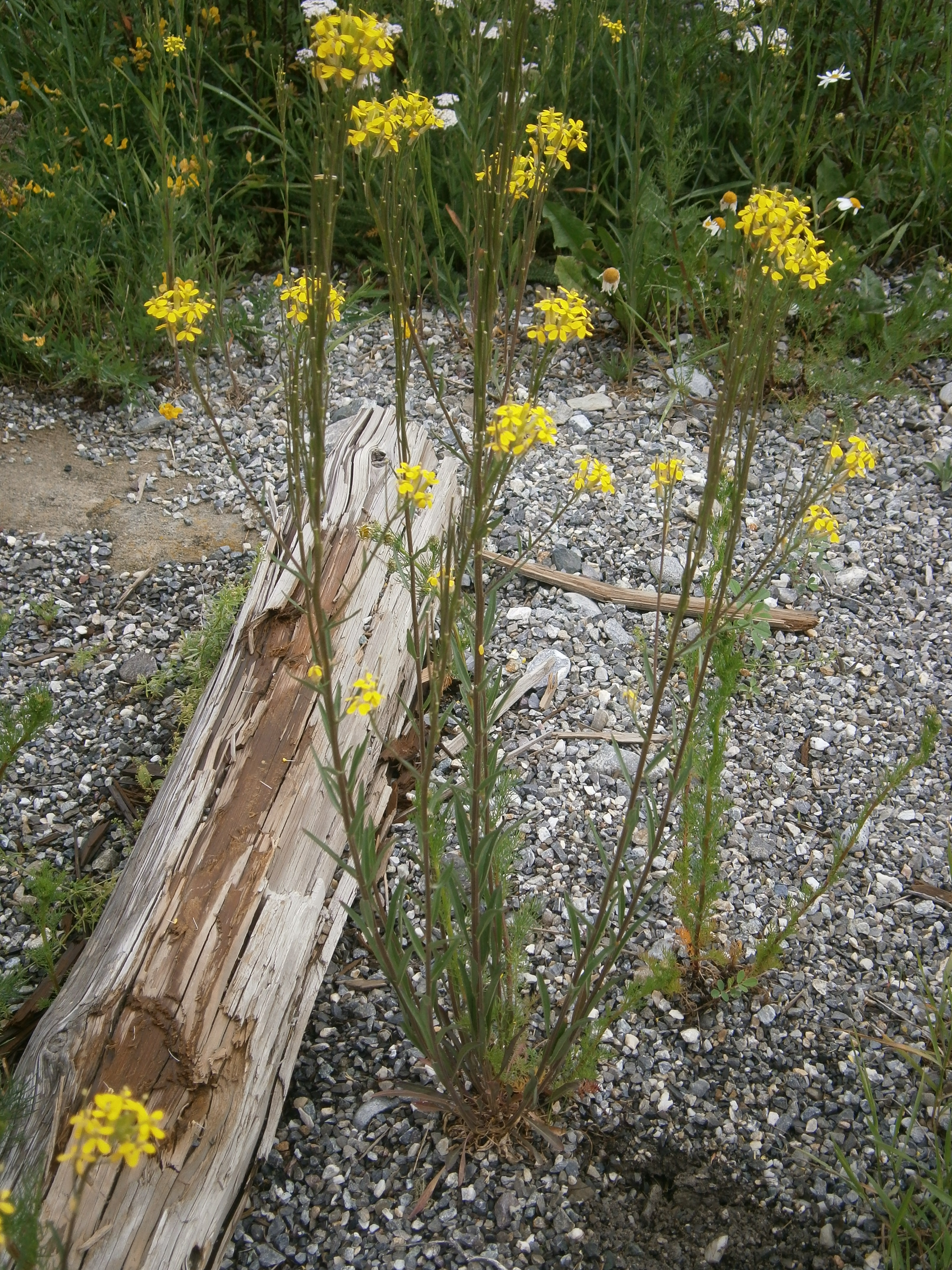
pszonak jastrzębcolistny E. hieraciifolium
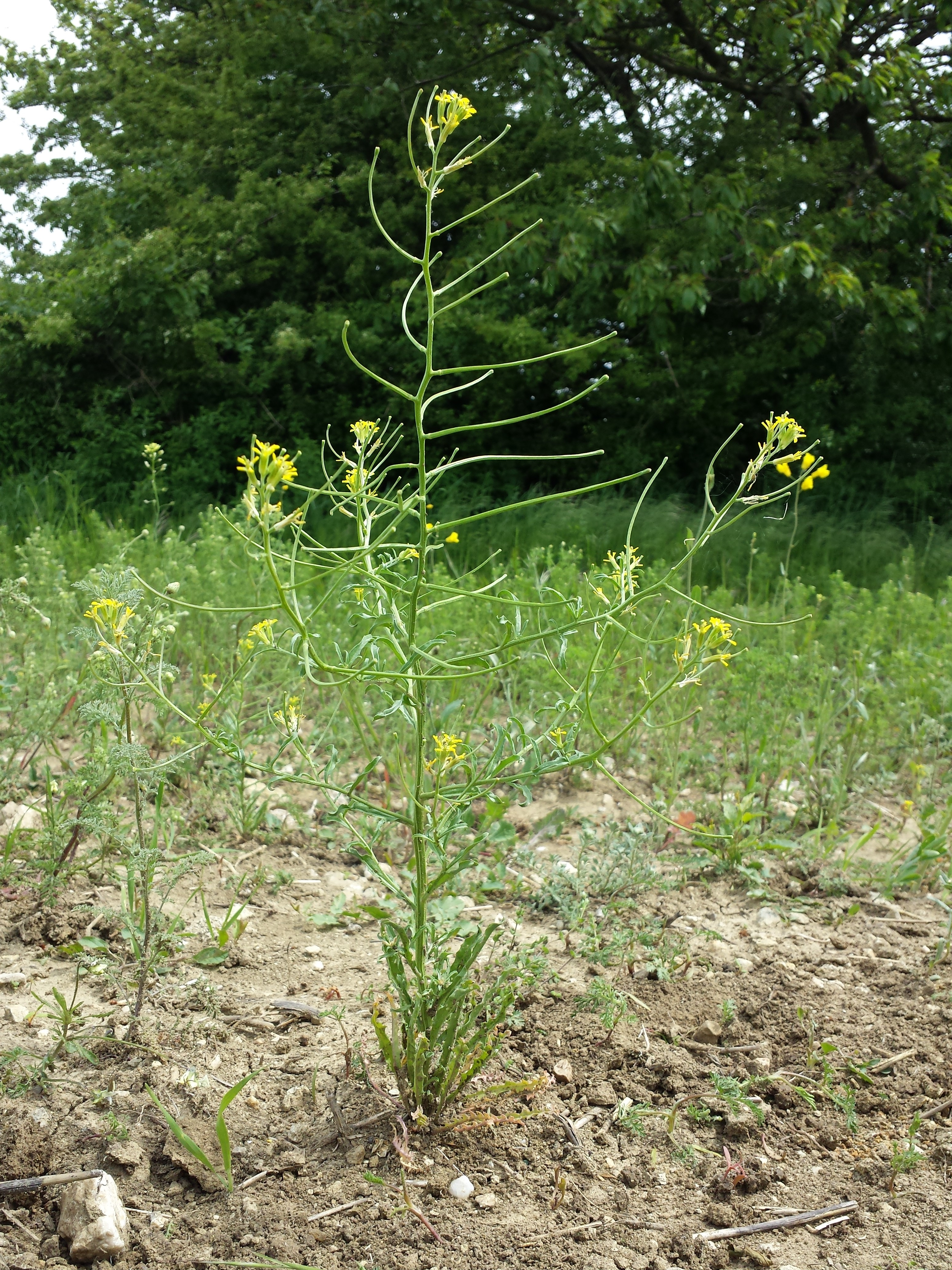
pszonak obłączysty E. repandum
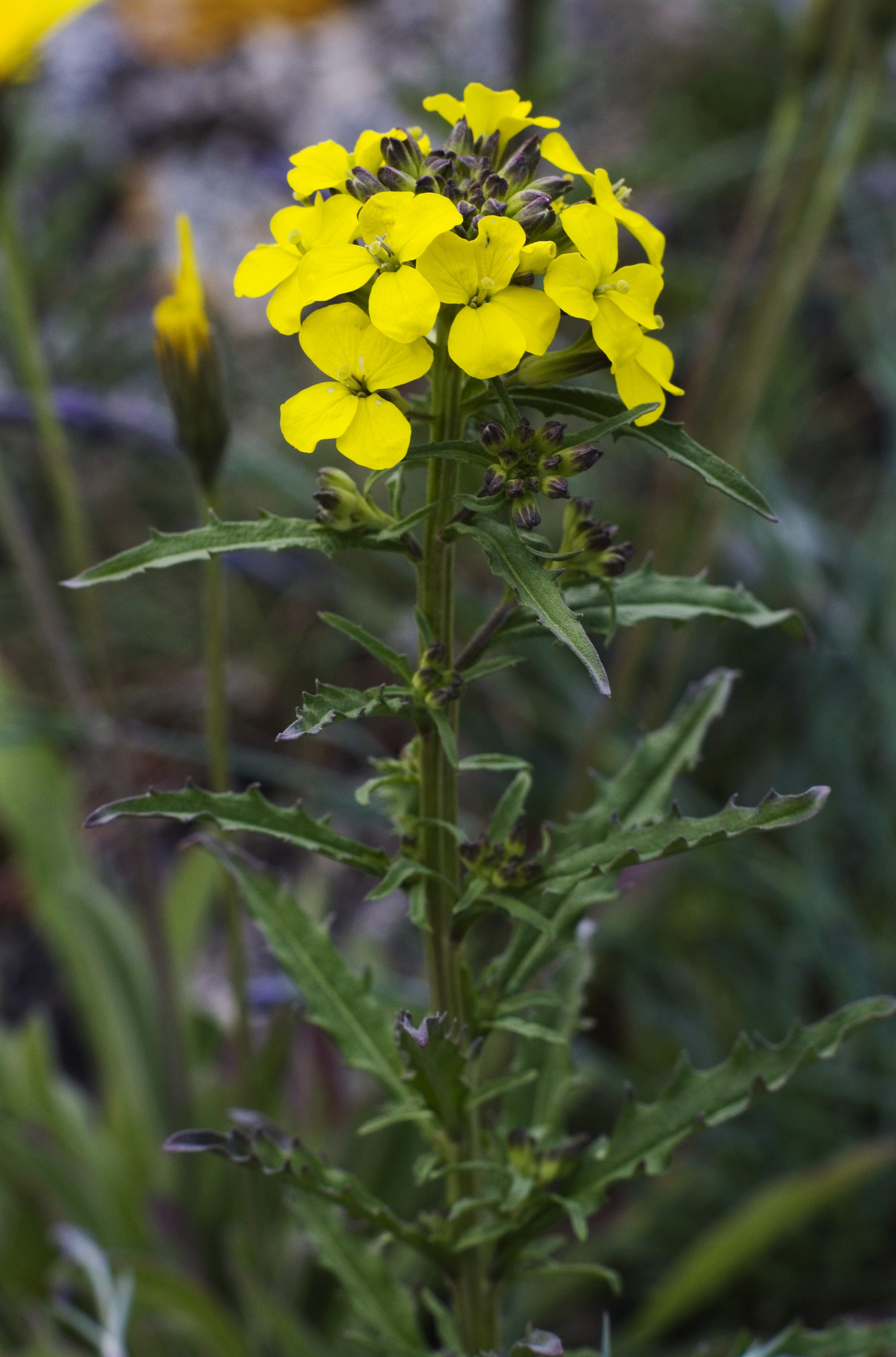
pszonak pannoński E. odoratum
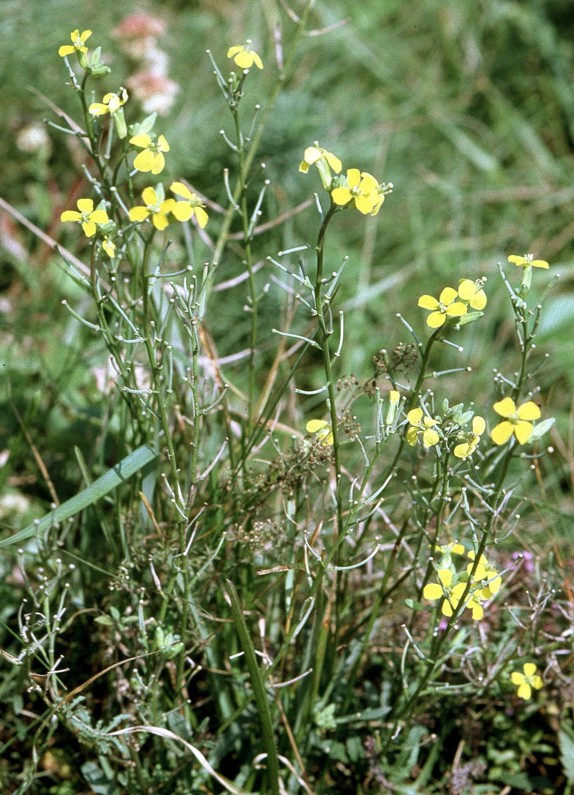
pszonak pępawolistny E. crepidifolium
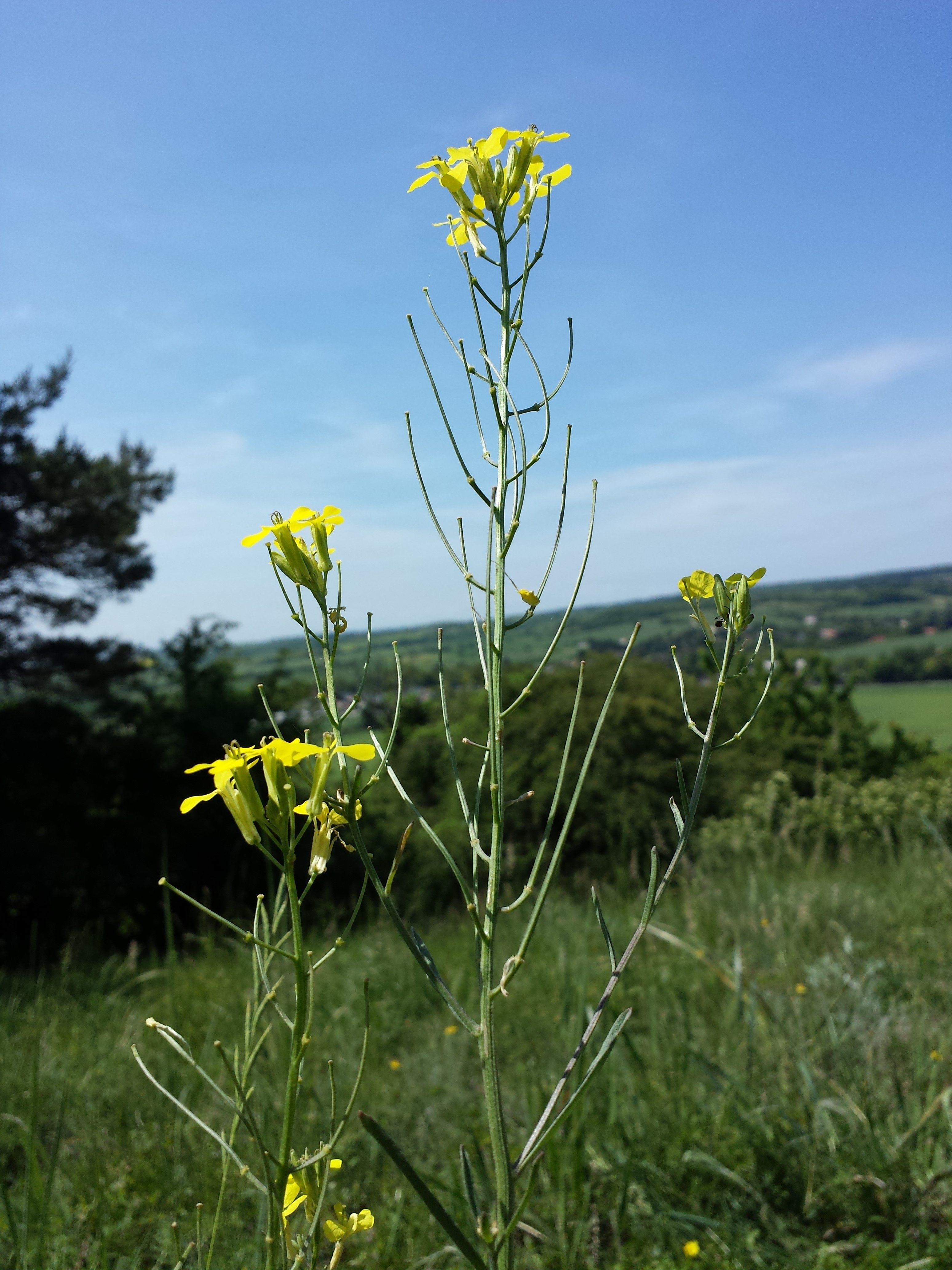
pszonak siwy E. diffusum
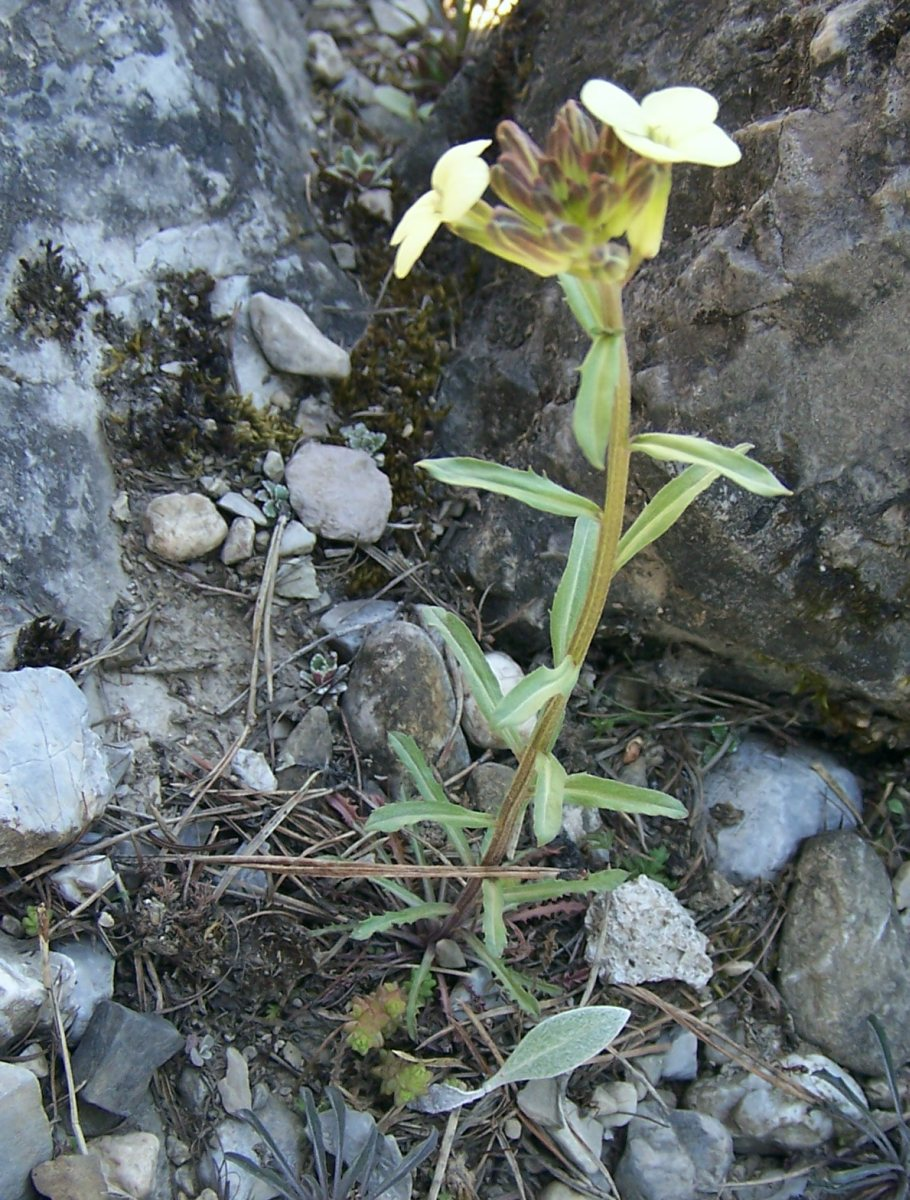
pszonak Wittmanna E. wittmannii

## Morfologia
PokrójRośliny jednoroczne, dwuletnie i byliny osiągające do 1,2 m wysokości, u niektórych gatunków z drewniejącą dolną częścią pędów, rzadko krzewy. Pędy pokryte są włoskami dwudzielnymi lub gwiazdkowatymi, przy czym jeśli są dwudzielne, to dwie części włoska skierowane są w przeciwne strony wzdłuż osi pędu. Pędy prosto wzniesione lub podnoszące się, nierozgałęzione lub rozgałęziające się w części dolnej, czasem górnej.
LiścieSkrętoległe, łodygowe i czasem skupione w rozecie przyziemnej. Zwykle zwężone u nasady, ogonkowe lub siedzące. Blaszka całobrzega lub ząbkowata, czasem zatokowa, rzadko pierzasto silniej powcinana. Często liście są nieco mięsiste.
KwiatyPromieniste, obupłciowe, zebrane w grona. Działki kielicha 4, prosto wzniesione, równowąskie lub lancetowate, boczne czasem z woreczkowatą ostrogą, owłosione. Płatki korony najczęściej żółte lub pomarańczowe, rzadziej białe, różowe lub fioletowe. W górnej części zaokrąglone, w dole z wyraźnym paznokciem i tu u nasady pręcików z miodnikami produkującymi nektar. Pręciki w liczbie 6, prosto wzniesione z pylnikami podłużnymi lub równowąskimi. Zalążnia górna, z wyraźną szyjką słupka. Znamię główkowate.
OwocŁuszczyna, o licznych nasionach w każdej komorze ułożonych w jednym rzędzie.

## Biologia
Większość gatunków to rośliny dwuletnie, choć zdarzają się rośliny jednoroczne lub byliny, a nawet krzewy. Rośliny obcopylne, zapylane przez owady, zwłaszcza pszczoły. Większość gatunków jest trująca.

## Systematyka
Pozycja systematyczna według APweb (aktualizowany system APG IV z 2016)
Należy do rodziny kapustowatych (Brassicaceae), rzędu kapustowców (Brassicales), kladu różowych (rosids) w obrębie okrytonasiennych (Magnoliophyta).
Pozycja rodzaju w systemie Reveala (1993–1999)
Gromada okrytonasienne (Magnoliophyta Cronquist), podgromada Magnoliophytina Frohne & U. Jensen ex Reveal, klasa Rosopsida Batsch, podklasa ukęślowe (Dilleniidae Takht. ex Reveal & Tahkt.), nadrząd Capparanae Reveal, rząd kaparowce (Capparales Hutch.), podrząd Capparineae Engl., rodzina kapustowate (Brassicaceae Burnett), plemię Erysimeae Dumort., podplemię Erysiminae Prantl in Engl. & Prantl, rodzaj pszonak (Erysimum L.).
Wykaz gatunków
- Erysimum absconditum O.E.Schulz
- Erysimum aciphyllum Boiss.
- Erysimum acrotonum Polatschek & Rech.f.
- Erysimum adcumbens (Boiss.) Polatschek
- Erysimum afghanicum Kitam.
- Erysimum aitchisonii O.E.Schulz
- Erysimum aksaricum Pavlov
- Erysimum alaicum Novopokr. ex Nikitina
- Erysimum altaicum C.A.Mey.
- Erysimum amasianum Hausskn. & Bornm.
- Erysimum ammophilum A.Heller
- Erysimum anceps Steven ex Ledeb.
- Erysimum andrzejowskianum DC.
- Erysimum apenninum Peccenini & Polatschek
- Erysimum arbuscula (Lowe) Snogerup
- Erysimum arenicola S.Watson
- Erysimum argyrocarpum N.Busch
- Erysimum arkansanum Nutt.
- Erysimum armeniacum (Sims) J.Gay
- Erysimum artwinense N.Busch
- Erysimum asperulum Boiss. & Heldr.
- Erysimum asperum (Nutt.) DC.
- Erysimum atticum Boiss.
- Erysimum aucherianum J.Gay
- Erysimum aureum M.Bieb. – pszonak złocisty
- Erysimum aurigeranum Jeanb. & Timb.-Lagr.
- Erysimum aznavourii Polatschek
- Erysimum babadagense Prima
- Erysimum babataghi Korsh.
- Erysimum baeticum (Heywood) Polatschek
- Erysimum bagcii Yıld.
- Erysimum bastetanum (Blanca & C.Morales) Lorite, Perfectti & J.M.Gómez
- Erysimum baytopiae Yıld.
- Erysimum belvederense Polatschek
- Erysimum benthamii Monnet
- Erysimum bicolor (Hornem.) DC.
- Erysimum boissieri Polatschek
- Erysimum bonannianum C.Presl
- Erysimum boreale (C.A.Mey. ex Rupr.) Trautv.
- Erysimum boryanum Boiss.
- Erysimum brevistylum Sommier & Levier
- Erysimum brulloi G.Ferro
- Erysimum bulgaricum (Velen.) Ančev & Polatschek
- Erysimum burnatii Vidal
- Erysimum caboverdeanum (A.Chev.) Sunding
- Erysimum caespitosum DC.
- Erysimum californicum Greene
- Erysimum callicarpum Lipsky
- Erysimum calycinum Griseb.
- Erysimum candicum Snogerup
- Erysimum canum (Piller & Mitterp.) Polatschek
- Erysimum capitatum (Douglas) Greene
- Erysimum carium Boiss.
- Erysimum carniolicum Doell.
- Erysimum caucasicum Trautv.
- Erysimum chazarjurti N.Busch
- Erysimum cheiranthoides L. – pszonak drobnokwiatowy
- Erysimum ×cheiri (L.) Crantz – lak pospolity
- Erysimum coarctatum Fernald
- Erysimum collinum (M.Bieb.) Andrz. ex DC.
- Erysimum collisparsum Jord.
- Erysimum commatum Pančić
- Erysimum concinnum Eastw.
- Erysimum confine Jord.
- Erysimum contractum Sommier & Levier
- Erysimum corinthium (Boiss.) Wettst.
- Erysimum crassicaule (Boiss.) Boiss.
- Erysimum crassipes Fisch. & C.A.Mey.
- Erysimum crassistylum C.Presl
- Erysimum crepidifolium Rchb. – pszonak pępawolistny
- Erysimum cretaceum (Trautv.) Schmalh.
- Erysimum creticum Boiss. & Heldr.
- Erysimum croaticum Polatschek
- Erysimum cuspidatum (M.Bieb.) DC.
- Erysimum cyaneum Popov
- Erysimum czernjajevi N.Busch
- Erysimum damirliense Moazzeni & Mahmoodi
- Erysimum deflexum Hook.f. & Thomson
- Erysimum degenianum Azn.
- Erysimum diffusum Ehrh. – pszonak siwy
- Erysimum dincii Yıld.
- Erysimum dirmilense Yıld. & Dinç
- Erysimum drenowskii Degen
- Erysimum duranii Yıld.
- Erysimum duriaei Boiss.
- Erysimum echinellum Hand.-Mazz.
- Erysimum eginense Hausskn. ex Bornm.
- Erysimum ehrendorferi Polatschek
- Erysimum elbrusense Boiss.
- Erysimum elymaiticum Mozaff.
- Erysimum erolii Yıld.
- Erysimum erosum O.E.Schulz
- Erysimum etnense Jord.
- Erysimum euphraticum Polatschek
- Erysimum evinense Polatschek
- Erysimum exaltatum Andrz. ex Besser
- Erysimum favargeri Polatschek
- Erysimum flavum (Georgi) Bobrov
- Erysimum forrestii (W.W.Sm.) Polatschek
- Erysimum franciscanum Rossbach
- Erysimum friedrichii Polatschek
- Erysimum frigidum Boiss. & Hausskn.
- Erysimum froehneri Polatschek
- Erysimum funiculosum Hook.f. & Thomson
- Erysimum geisleri Polatschek
- Erysimum gelidum Bunge
- Erysimum ghaznicum Cullen & Rech.f.
- Erysimum ghiesbreghtii Donn.Sm.
- Erysimum gladiiferum Boiss. & Hausskn.
- Erysimum graecum Boiss. & Heldr.
- Erysimum grandiflorum Desf.
- Erysimum griffithianum Boiss.
- Erysimum griffithii (Hook.f. & Thomson) Jafri
- Erysimum guneri Yıld.
- Erysimum gypsaceum Botch. & Vved.
- Erysimum hajastanicum Wissjul. & Bordz.
- Erysimum handel-mazzettii Polatschek
- Erysimum hedgeanum Al-Shehbaz
- Erysimum hezarense Moazzeni
- Erysimum hirschfeldioides Boiss. & Hausskn.
- Erysimum horizontale Candargy
- Erysimum huber-morathii Polatschek
- Erysimum hungaricum Zapał. – pszonak węgierski
- Erysimum ibericum (Adam) DC.
- Erysimum idae Polatschek
- Erysimum ikizdereense Yıld.
- Erysimum incanum Kunze
- Erysimum inconspicuum (S.Watson) MacMill.
- Erysimum inense N.Busch
- Erysimum insubricum Peccenini & Polatschek
- Erysimum insulare (Greene) Greene
- Erysimum iraqense Polatschek
- Erysimum ischnostylum Freyn & Sint.
- Erysimum jacquemoudii Yıld.
- Erysimum janchenii Fritsch
- Erysimum jugicola Jord.
- Erysimum kamelinii D.A.German
- Erysimum kartalkayaense Yıld.
- Erysimum kazachstanicum Botsch.
- Erysimum kerbabaevii Kurbanov & Gudkova
- Erysimum ketenoglui Yıld.
- Erysimum koelzii Polatschek & Rech.f.
- Erysimum korabense Kümmerle & Jáv.
- Erysimum kostkae Polatschek
- Erysimum kotschyanum J.Gay – pszonak Kotschy'ego
- Erysimum krendlii Polatschek
- Erysimum krynitzkii Bordz.
- Erysimum krynkense Lavrenko
- Erysimum kuemmerlei Jáv.
- Erysimum kurdicum Boiss. & Hausskn.
- Erysimum kykkoticum Hadjik. & Alziar
- Erysimum lagascae Rivas Goday & Bellot
- Erysimum lazistanicum (Rupr.) Lipsky
- Erysimum ledebourii D.A.German
- Erysimum leptophyllum (M.Bieb.) Andrz. ex DC.
- Erysimum leptostylum DC.
- Erysimum leucanthemum (Stephan ex Willd.) B.Fedtsch.
- Erysimum ligusticum Peccenini & Polatschek
- Erysimum lilacinum Steinb.
- Erysimum limprichtii O.E.Schulz
- Erysimum linariifolium Tausch
- Erysimum linifolium (Pers.) J.Gay
- Erysimum lycaonicum (Hand.-Mazz.) Hub.-Mor.
- Erysimum macilentum Bunge
- Erysimum macrospermum Cullen & Rech.f.
- Erysimum macrostigma Boiss.
- Erysimum maderense Polatschek
- Erysimum majellense Polatschek
- Erysimum maremmanum Peccenini & Polatschek
- Erysimum marschallianum Andrz. ex DC. – pszonak sztywny
- Erysimum ×marshallii (Henfr.) Bois
- Erysimum melicentae Dunn
- Erysimum menziesii (Hook.) Wettst.
- Erysimum metlesicsii Polatschek
- Erysimum meyerianum (Rupr.) N.Busch
- Erysimum mongolicum D.A.German
- Erysimum montosicola Jord.
- Erysimum munzuriense Polatschek
- Erysimum mutabile Boiss. & Heldr.
- Erysimum myriophyllum Lange
- Erysimum nabievii Adylov
- Erysimum nanum Boiss. & Hohen.
- Erysimum nasturtioides Boiss. & Hausskn.
- Erysimum naxense Snogerup
- Erysimum nemrutdaghense Mutlu
- Erysimum nevadense Reut.
- Erysimum nuristanicum Polatschek & Rech.f.
- Erysimum occidentale (S.Watson) B.L.Rob.
- Erysimum ochroleucum (Haller f. ex Schleich.) DC. – pszonak żółtawy, p. zagięty, p. niski
- Erysimum odoratum Ehrh. – pszonak pannoński
- Erysimum oleifolium J.Gay
- Erysimum olympicum Boiss.
- Erysimum pachycarpum Hook.f. & Thomson
- Erysimum pacificum (E.Sheld.) Polatschek
- Erysimum parnassi (Boiss. & Heldr.) Hausskn.
- Erysimum parryoides (Kurz) Wettst.
- Erysimum pectinatum Bory & Chaub.
- Erysimum penyalarense (Pau) Polatschek
- Erysimum perenne (S.Watson ex Coville) Abrams
- Erysimum perofskianum Fisch. & C.A.Mey. – pszonak Perowskiego
- Erysimum persepolitanum Boiss.
- Erysimum pignattii Peccenini & Polatschek
- Erysimum pirinicum Ančev & Polatschek
- Erysimum polatschekii Moazzeni, Assadi & Al-Shehbaz
- Erysimum popovii Rothm.
- Erysimum portugalense Polatschek
- Erysimum pseudoatticum Ančev & Polatschek
- Erysimum pseudocheiri Boiss.
- Erysimum pseudocuspidatum Polatschek
- Erysimum pseudopurpureum Polatschek
- Erysimum pseudorhaeticum Polatschek
- Erysimum pulchellum (Willd.) J.Gay – pszonak nadobny
- Erysimum purpureum J.Gay
- Erysimum pusillum Bory & Chaub.
- Erysimum quadrangulum Desf.
- Erysimum raineri Polatschek
- Erysimum raulinii Boiss.
- Erysimum redowskii Weinm.
- Erysimum repandum L. – pszonak obłączysty
- Erysimum rhaeticum (Schleich. ex Hornem.) DC. – pszonak retycki
- Erysimum rhodium Snogerup
- Erysimum riphaeanum Lorite, Abdelaziz, Muñoz-Pajares, Perfectti & J.M.Gómez
- Erysimum rizeense Yıld.
- Erysimum robustum D.Don
- Erysimum roseum (Maxim.) Polatschek
- Erysimum salangense Polatschek & Rech.f.
- Erysimum samarkandicum Popov
- Erysimum scabrum DC.
- Erysimum schlagintweitianum O.E.Schulz
- Erysimum scoparium (Brouss. ex Willd.) Wettst.
- Erysimum seipkae Polatschek
- Erysimum semperflorens (Schousb.) Wettst.
- Erysimum senoneri (Reut.) Wettst.
- Erysimum serpentinicum Polatschek
- Erysimum siliculosum (M.Bieb.) DC.
- Erysimum sintenisianum Bornm.
- Erysimum sisymbrioides C.A.Mey.
- Erysimum sivasicum Yıld.
- Erysimum slavjankae Ančev & Polatschek
- Erysimum smyrnaeum Boiss. & Balansa
- Erysimum sorgerae Polatschek
- Erysimum spetae Polatschek
- Erysimum stenophyllum Boiss. ex Polatschek
- Erysimum strictisiliquum N.Busch
- Erysimum strophades Boiss.
- Erysimum substrigosum (Rupr.) N.Busch
- Erysimum subulatum J.Gay
- Erysimum suffrutescens (Abrams) Rossbach
- Erysimum sylvestre (Crantz) Scop.
- Erysimum szowitsianum Boiss.
- Erysimum talijevii (Klokov) Mosyakin
- Erysimum tenellum DC.
- Erysimum teppneri Polatschek
- Erysimum teretifolium Eastw.
- Erysimum thyrsoideum Boiss.
- Erysimum tuteliae Yıld.
- Erysimum ucranicum J.Gay
- Erysimum uncinatifolium Boiss. & A.Huet
- Erysimum vassilczenkoi Polatschek
- Erysimum verrucosum Boiss. & Gaill.
- Erysimum violascens Popov
- Erysimum virescens (Webb ex Christ) Wettst.
- Erysimum virgatum Roth
- Erysimum vitekii Polatschek
- Erysimum vitellinum Popov
- Erysimum vuralii Yıld.
- Erysimum wardii Polatschek
- Erysimum welchevii Urum.
- Erysimum wilczekianum Braun-Blanq. & Maire
- Erysimum witmannii Zaw. – pszonak Wittmanna
- Erysimum yaltirikii Yıld.
- Erysimum yildirimlii Dinç
- Erysimum zeybekianum Yıld.

## Zastosowanie
- Niektóre gatunki znajdują zastosowanie w ziołolecznictwie, gdzie służą do pozyskiwania glikozydów nasercowych, takich jak erizymina i erizymozyd. Starożytni Grecy używali pszonaka do leczenia wysiękowego zapalenia opłucnej i innych chorób. W starożytnym Rzymie poznano działanie nasercowe i moczopędne pszonaka oraz stosowano go w puchlinie wodnej. W średniowieczu zaczęto używać pszonaka głównie jako środek nasercowy.
- Niektóre gatunki (np. Erysimum cheiri) są uprawiane jako rośliny ozdobne.